# 尼僧の恋
『尼僧の恋(にそうのこい)』（伊: Storia di una capinera、英: Sparrow）は、フランコ・ゼフィレッリ監督による1993年のイタリア映画。ジョヴァンニ・ヴェルガの恋愛小説『山雀物語』を原作とする映画化作品である。ビデオ化の際に『尼僧の恋/マリアの涙』と副題がついている。

## 概要
物心ついたころから修道院に追いやられ、外の世界を知らずに育った修道女見習いの少女が実家の一時帰省を余儀なくされた事で人を好きになる事を知ってしまう悲恋の物語「山雀物語」を３度目に映画化した作品。
原題の「Storia di una capinera」は正式に翻訳すると「ズグロムシクイの物語」となる。なおアメリカ公開の際は「Sparrow」（雀）とタイトルが変更された。
過去に1917年にサイレント時代に映画化され1943年にはジェンナロ・リゲッリ監督、マリナ・ベルティ主演で映画化されている。

## ストーリー
1854年、イタリア・シチリアの港町カターニア、この年コレラの疫病が蔓延し、修道院にもその危機が迫っていた、国の命令で修道女見習いの娘たちは実家に一時帰省することとなる。7歳の頃から修道院で見習いとして暮らしているマリアはナポリの裕福な家庭で育ちながら継母のマチルダから疎まれて修道院に追いやられていた。19歳と年頃となったマリアには一時帰省で実家の生活が夢のような時間であった、その中で弁護士見習いのニーノと出会うが…

## キャスト
- マリア - アンジェラ・ベティス
- ニノ - ジョナサン・シェック
- マチルダ - シニード・キューザック
- ジュゼッペ - ジョン・キャッスル
- ジュディエッタ - ミア・フォザーギル
- アネッタ - エヴァ・アレクサンダー
- シスターテレサ - パット・ヘイウッド
- ヌンツォ神父 - フランク・フィンレイ
- スペリオン修道院長 - ヴァレンティナ・コルテーゼ
- シスターアガタ - ヴァネッサ・レッドグレイヴ

## スタッフ
- 監督：フランコ・ゼフィレッリ
- 脚本：フランコ・ゼフィレッリ、アーラン・ベイカー
- 原案：ジョヴァンニ・ヴェルガ『山雀物語』より
- 制作:マリオ・チェッキ・ゴーリ
- 音楽: クラウディオ・カポーニ、アレッシオ・ヴラド、リッカルド・コッシアンテ
- 撮影:エンニオ・グァルニエリ
- 編集:リチャード・マーデン
- 美術:ジャンティート・ブルキエッラーロ
- 衣装:ピエロ・トージ
- 日本語字幕:戸田奈津子

## 各国吹き替え版
本編は全編英語となっているが、イタリア公開の際にイタリア語吹替版が制作され日本での劇場公開及びVHSは英語版で上映されたが、2023年に修復され東京国際映画祭でリバイバル上映された際はイタリア語吹替版となっている、現在リマスターされて販売されているソフトはイタリア語版のみとなっている。なお日本語吹替版は制作されていない。

## エンディングの違い
劇場公開時は『Memory Of One Kiss』の女性ボーカルの曲がエンドロールに流れているがVHS版ではメインテーマ曲に変更されている。またイタリア語吹替版では男性ボーカルによる『Memory Of One Kiss』がエンドロールに流れている。

## ソフト化
ポニーキャニオンによりVHSが発売されているが、本国イタリア及びアメリカ、イギリスではDVD化され発売されているものの日本ではDVD及びBlu-ray化はされておらず、サブスクリプションによる配信もされていない。

## 受賞・ノミネート
- ダヴィッド・ディ・ドナテッロ衣裳賞
- ダヴィッド・ディ・ドナテッロ美術賞
- ナストロ・ダルジェント衣裳賞